# Saint-Triphon
Saint-Triphon is een dorp in het Franstalige deel van Zwitserland.

## Ligging
Saint-Triphon maakt deel uit van de gemeente Ollon en behoort tot het kanton Vaud, waarvan Lausanne de hoofdstad is. Het ligt op ongeveer 400 meter hoogte op een rotsachtig uitsteeksel in de Rhônevlakte, waar deze rivier in het meer van Genève uitmondt, meestal Lac Léman genoemd. Het dichtstbijzijnde stadje is Aigle.

## Geschiedenis

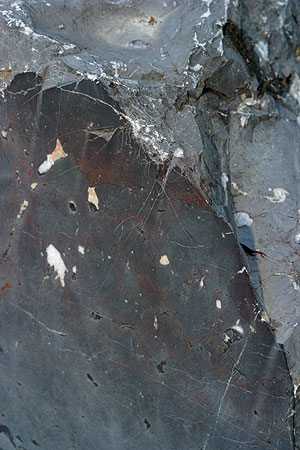
"Marmeren Saint-Triphon"

In vroeger tijden behoorde het bij Savoie van Frankrijk, maar werd in 1798 vanuit Bern veroverd en sindsdien is het Zwitsers grondgebied. Vanwege de ligging was het waarschijnlijk, dat archeologen voorwerpen uit de oudheid zouden vinden, omdat een weg daterend uit de Romeinse tijd via de Grote Sint-Bernhardpas door het kanton Wallis tot aan het meer loopt. De namen van sommige steden op deze route zijn uit het Latijn afkomstig. Zo heette Aigle Aquila en de gemeente aan het Lac Léman Villeneuve Vilanova. De Romeinse weg voert verder via Romainmôtier-Envy over de Jura naar Frankrijk. In Martigny, aan de voet van de Alpen werd een Romeinse tempel gevonden, terwijl de meer nabij gelegen stad Saint-Maurice gebouwd werd op de Romeinse nederzetting Agaunum. Ook in Saint-Triphon werden archeologische opgravingen gedaan. Maar het bleef bij de vondst van enkele voorwerpen daterend uit de Romeinse tijd. Wel werden de fundamenten van een Middeleeuwse kapel blootgelegd.

## Bezienswaardigheden
In Saint-Triphon bevindt zich ook een middeleeuwse toren. Deze ligt aan de rand van een klif en is van verre te zien. In 1972 kocht een tuinman een stuk van de rotsen op en enkele steile stukken grond, waarop hij een botanische tuin begon. Gedreven door zijn sterk Geloof, ontwierp hij elk onderdeel van de tuin. In zijn eentje zette hij minstens 4000 soorten wilde planten in diverse massieven en zaaide alle bekende medicinale planten; bomen zoals de eucalyptus of bananenbomen kregen een plaats. Palmen en olijfbomen sieren de tuin, maar ook eiken, beuken of coniferen ontbreken niet. Op het door drie grote vijvers omgeven terrein, staan meer dan duizend cactussen in een serre of wintertuin. Een gazon verbindt de ingang met de uitgang en slingert in banen tussen de rotsen. Behalve om de botanische tuin is Saint-Triphon bekend om zijn indrukwekkende zwart marmergroeven. De aanwezigheid van dit zwarte marmer trok in vroeger tijden veel steenhouwers aan, die zich op deze plek vestigden. Vrijwel alle fonteinen in de omringende steden en dorpen zijn van marmer gemaakt. Zij werden in blokken uitgehouwen. Vaak beslisten de vrouwen dat een fontein moest worden geplaatst en dan werden de uitgehouwen bakken naar de gewenste plek gesleept; dit gebeurde door ze op boomstammen over de weg te laten rollen getrokken door paarden. De vrouwen wilden zo veel mogelijk wasplaatsen naast de fonteinen maken door middel van schuine stukken marmer, waarop zij de was schoon sloegen. Ook werden balken onder de hoeken van een boerderij vaak vervangen door zuilen van marmer van Saint-Triphon en de openingen in gevels versterkt met marmer waarin de raamkozijnen werden geplaatst. Marmeren met een kruis gemerkte grenspalen zijn ook typerend voor de streek rondom Saint-Triphon. De lange vorm van de fonteinen met meestal een lager bekken ernaast maakte het mogelijk, dat een kleine kudde er kon drinken en ook voor de kalveren nog plek was. Een bezwaar van dit marmer was de breekbaarheid. Om die reden werd een poort of ingang van een schuur meestal beschermd door driehoekige blokken marmer, waar met ijzer beslagen wielen van een kar tegenaan konden botsen. Het zwarte marmer drukte een stempel op de streek vanaf het kanton Wallis tot aan de stad Nyon dicht bij Genève gelegen.